# The Cross
The Cross – brytyjski zespół muzyczny. Jego frontmanem był perkusista grupy Queen - Roger Taylor. Grupa powstała w 1987 roku, kiedy koledzy Taylora z zespołu zajmowali się karierami solowymi. Zespół tworzyli Roger Taylor, Spike Edney, Clayton Moss, Peter Noone i Josh Macrae.
Zespołowi po wielu próbach udało się zadebiutować w październiku 1987 roku singlem Cowboys And Indians, który wydała Virgin Records. Ich pierwszy publiczny występ miał miejsce w grudniu, kiedy to pojawili się w programie Meltdown w brytyjskiej telewizji Thames TV. 24 października inna stacja muzyczna, ITV wyemitowała ten występ.
Pierwsza płyta zespołu zatytułowana Shove It ukazała się w 1988. Ukazały się trzy single z tego albumu, a w jego nagraniu gościnnie wzięli udział: Freddie Mercury (który zaśpiewał utwór Heaven For Everyone, opublikowany później na albumie Made in Heaven) oraz Brian May (który zagrał na gitarze w utworze Love Lies Bleeding). W lutym grupa odbyła swoje pierwsze tournée (w Wielkiej Brytanii i Niemczech, gdzie zagrali w kilku klubach). Zespołowi udało się przyciągnąć wielbicieli Queen. 
W kwietniu ukazał się singel, zawierający cztery nagrania zespołu. The Cross pojawili się po raz drugi publicznie w programie Number 73. Pod koniec 1988 roku zespół jeszcze raz pojawił się publicznie w Hammersmith Palais, gośćmi zaproszonymi do udziału w koncercie byli Brian May i John Deacon. Później zespół umilkł, aż do 1990 roku.
Początkowo zespół grał klasyczny rock z elementami muzyki dance, które z czasem porzucił.
W 1990 roku The Cross podpisali kontrakt z wytwórnią EMI Parlophone (wytwórnią grupy Queen) i ponownie dali znać o sobie swoim drugim albumem Mad, Bad And Dangerous To Know, który wyszedł na rynek w marcu, zaś jeden singel z tego albumu ukazał się w kwietniu. Przy promocji płyty wznowiono pierwszy album grupy, który sprzedawano w niższej cenie. W grudniu zespół wystąpił na zjeździe fanów Queen w Londynie w Astoria Theatre. Na koncercie zostały przedstawione trzy premierowe utwory, które się później znalazły na ich następnym albumie.
Rok 1991 był również dla grupy owocny: najpierw ukazał się jeden singel z trzeciego albumu Blue Rock. Album ten ujrzał światło dzienne najpierw w sierpniu na rynku niemieckim, a pod koniec roku w Wielkiej Brytanii. Queen praktycznie przestał istnieć po śmierci wokalisty Queen w listopadzie 1991, więc w 1992 roku Roger Taylor ponownie związał się z The Cross. Rok później The Cross zakończył działalność, a Taylor zajął się karierą solową. W 2013 r. w boxie The lot, zawierającym kompletną solową dyskografię Rogera, ukazały się reedycje albumów The Cross.

## Dyskografia
Albumy
| 1988                           | Shove It - Data: 13 kwietnia 1988 - Wydawca: Virgin Records                   | 58 |
| 1990                           | Mad, Bad and Dangerous to Know - Data: 26 marca 1990 - Wydawca: EMI Electrola | –  |
| 1991                           | Blue Rock - Data: 9 września 1991 - Wydawca: EMI Electrola                    | –  |
| „—” pozycja nie była notowana. |                                                                               |    |

Single
| 1987                           | „Cowboys and Indians” | 73 | Shove It                       |
| 1988                           | „Shove It"            | 83 | Shove It                       |
| 1988                           | „Heaven for Everyone" | 84 | Shove It                       |
| 1988                           | „Manipulator"         | –  | —                              |
| 1990                           | „Power to Love"       | 83 | Mad, Bad and Dangerous to Know |
| 1990                           | „Liar"                | –  | Mad, Bad and Dangerous to Know |
| 1990                           | „Final Destination"   | –  | Mad, Bad and Dangerous to Know |
| 1991                           | „New Dark Ages"       | –  | Blue Rock                      |
| 1991                           | „Life Changes”        | –  | Blue Rock                      |
| „—” pozycja nie była notowana. |                       |    |                                |